# Otostigmus asper
Otostigmus asper är en mångfotingart som beskrevs av Haase 1887. Otostigmus asper ingår i släktet Otostigmus och familjen Scolopendridae.
Artens utbredningsområde är Filippinerna. Inga underarter finns listade i Catalogue of Life.